# Annika Sillaots
Annika Sillaots (* 8. März 1986) ist eine estnische Fußballnationalspielerin.
Sillaots debütierte am 21. August 2004 im Women Baltic Cup gegen die Auswahl Lettlands. Es folgten drei weitere Berufungen. Auf Vereinsebene spielte sie unter anderem für Pärnu JK.

## Einsätze
|    | Datum      | Ort       | Gegner   |     | Anlass                   |
| -- | ---------- | --------- | -------- | --- | ------------------------ |
| 01 | 21.08.2004 | Ukmergė   | Litauen  | 5:0 | Women Baltic Cup 2004    |
| 02 | 22.08.2004 | Ukmergė   | Litauen  | 3:2 | Women Baltic Cup 2004    |
| 03 | 09.06.2006 | Pärnu     | Lettland | 5:0 | Women Baltic Cup 2006    |
| 04 | 23.11.2006 | Mogoşoaia | Rumänien | 0:5 | EM-Qualifikation Runde 1 |